# Hosjö, Bohuslän
Hosjö är en sjö på gränsen mellan Sverige och Norge i Tanums kommun och Haldens kommun i Bohuslän och Østfold fylke och ingår i Enningdalsälvens huvudavrinningsområde. Sjön har en area på 0,315 kvadratkilometer och ligger 112,3 meter över havet. Vid provfiske har abborre och öring fångats i sjön.